# Kore de la Acrópolis de Atenas

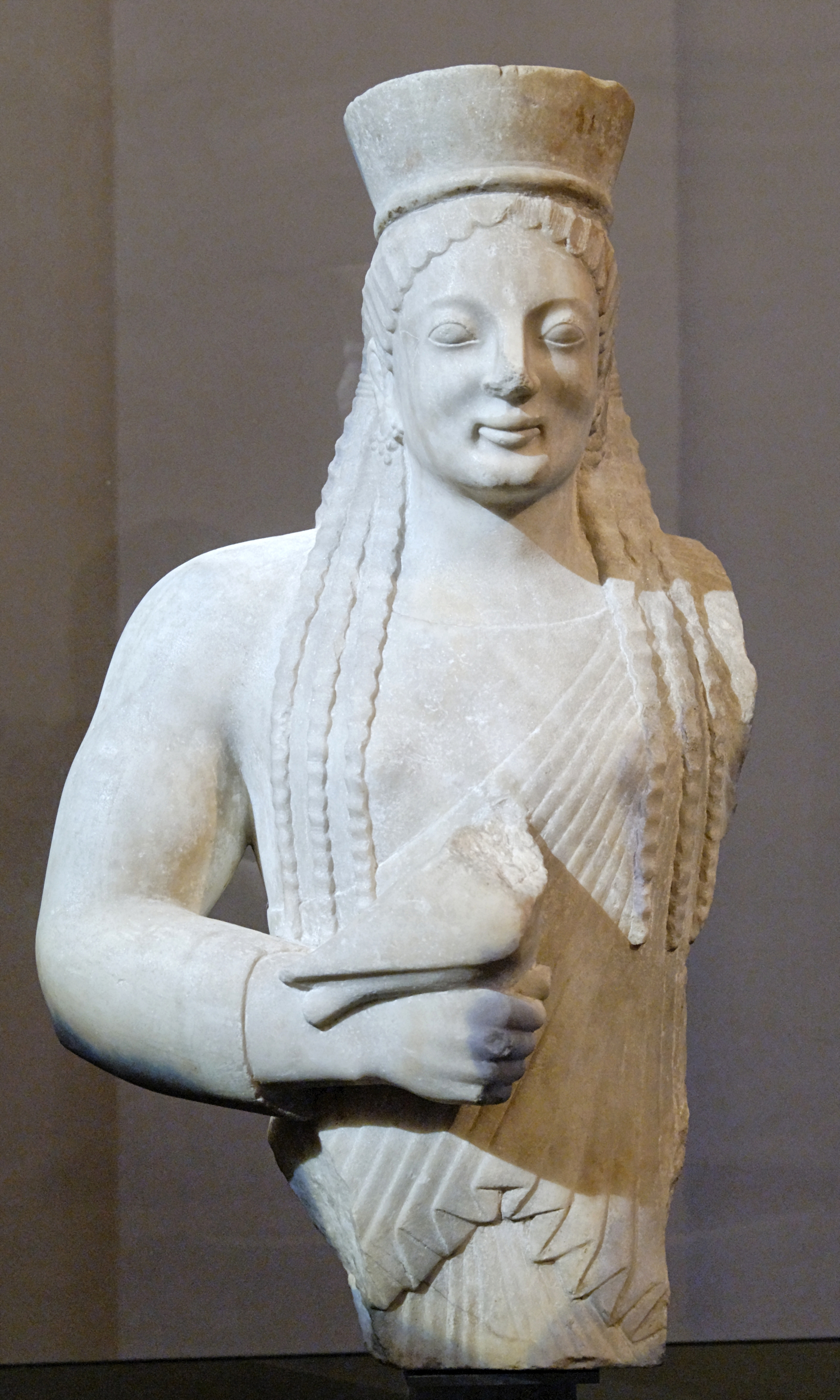
La kore de Lyon en el Museo de Bellas Artes de Lyon

Las Kore de la Acrópolis de Atenas son un grupo de estatuas femeninas (Kore), descubiertas en la Acrópolis de Atenas en el último cuarto del siglo XIX, todas de la misma tipología y clara función votiva. A través de ellas es posible rastrear la evolución estilística de la escultura ática durante casi un siglo, desde el 570 hasta el 480 a. C. Esto demuestra en particular el comienzo y el desarrollo de la influencia jónica en el arte ateniense de la segunda mitad del siglo VI a. C. Fue este el período en que los elementos jónicos aparecieron por primera vez en las obras arquitectónicas de los pisistrátidas y se desarrollaron estrechas conexiones entre Jonia y Atenas. Hacia fines del siglo VI a. C., esta influencia se ve superada, o más bien absorbida, y nace un nuevo estilo, el llamado estilo severo, con una creciente influencia del Peloponeso. 

## Descripción

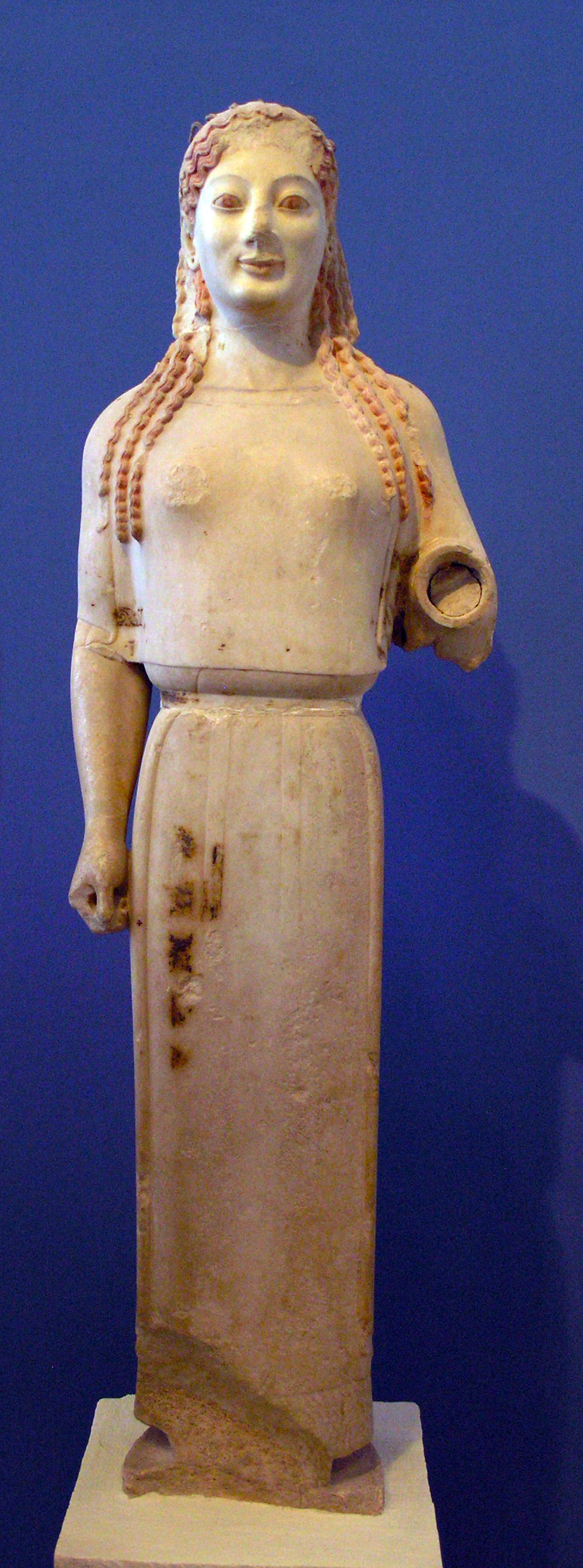
Kore del peplo, c. 530 a. C.

Entre las kore más antiguas encontradas en la acrópolis de Atenas, se encuentran las denominadas Acrópolis 619 y Acrópolis 677 que datan de la primera mitad del siglo VI a. C. y provienen de Samos y Naxos respectivamente, mientras que la Kore de Lyon, que data de mediados de siglo, representa el primer ejemplo de la influencia jónica en la escultura del Ática, así como el primer uso del traje típico jónico en Ática. En la misma categoría se encuentra la llamada Acrópolis 593 . 
El reemplazo del traje dórico por el jónico produjo un cambio en todo el sistema formal. La mano que sostenía la ofrenda se separa del busto para extenderse hacia delante, mientras que el brazo que queda a lo largo recoge las faldas, como se ve en figuras femeninas jónicas, como el Grupo de Geneleos. El cambio se introdujo un tiempo antes de la kore del peplo (Acrópolis 679), unos 10 o 15 años después de la kore de Lyon. 
Es común la yuxtaposición de las kore áticas de los años 530 a. C. con la Leda en el ánfora de Exequias en el Museo Gregoriano Etrusco. Este grupo incluye la kore del peplo y la Acrópolis 678, que muestran, sin embargo, temperamentos completamente diferentes entre sí. Acrópolis 669 parece que es una figura de transición; la kore tiene una estructura corporal cercana a modelos anteriores, pero los ojos se han reducido en tamaño y los conductos nasolagrimales están marcados, como en todas las kores posteriores. A partir de ese momento, el traje jónico adopta una forma estandarizada basada en la profundidad y la holgura de las colgaduras de la himatión y en la representación lúdica del material. Ernst Langlotz no considera que la combinación de elementos antiguos y nuevos sea una justificación suficiente para una datación más alta y coloca a esta kore, como Acropolis 678 a finales de siglo. 

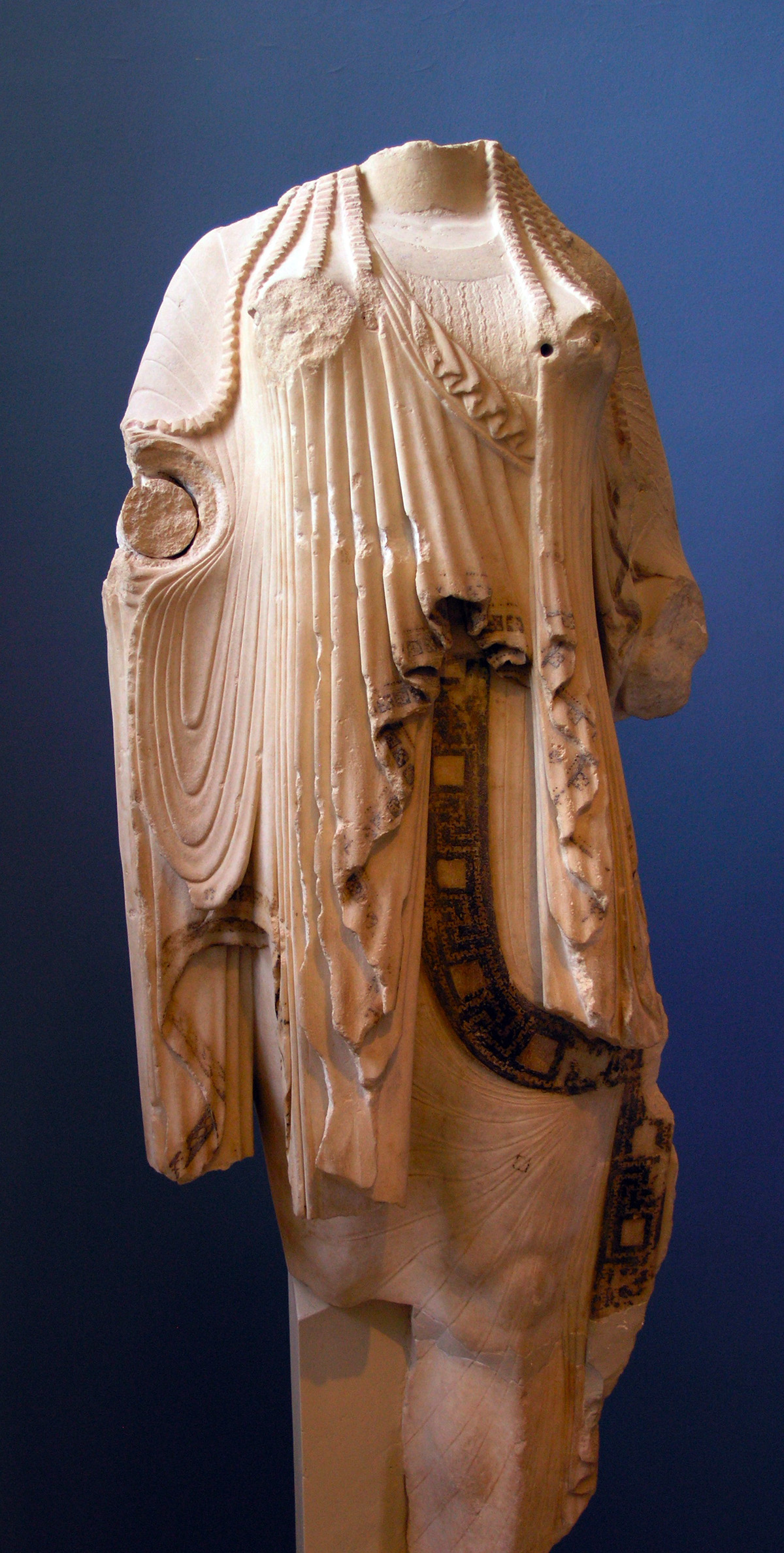
Acr. 594, c. 520-510 a. C.

Los últimos treinta años del siglo VI a. C. se caracterizan por una gran atención a la configuración del rostro y la decoración de las superficies, especialmente visibles en el tratamiento del cabello y la ropa. Un ejemplo de esto es la Acrópolis 682, que es comparable a las cariátides del Tesoro de los sifnios así como la cabeza de Acrópolis 660.  

La kore de Antenor (Acrópolis 681) podría ser considerada una interpretación de este tema por su creador. Se ha dudado de la relación de la estatua con la base inscrita que identifica al creador de la estatua como el escultor ateniense Antenor, pero en todo caso fue obra de un maestro. 
 La kore Acropolis 674 es única en su estructura corporal: un cuello largo y grueso y hombros inclinados en contraste con la cabeza, que es un poco pesada. La expresión facial está subrayada por una nueva subestimación en los detalles del peinado y la ropa. El modelado de la cara anticipa, a principios de siglo, la simplificación que se encuentra en la Kore de Eutídico y en la escultura clásica. La "sonrisa arcaica" desaparece con la Acrópolis 685, que tiene una estructura similar pero una postura inusual: ambas manos se extienden en actitud oferente y, como resultado, su ropa no se recoge y cae verticalmente, siguiendo la línea de su cuerpo.  Ranuccio Bianchi Bandinelli atribuye estas kores a un solo maestro cuya huella estilística también ve en la Kore de Euthydikos y en el Efebo Rubio . 

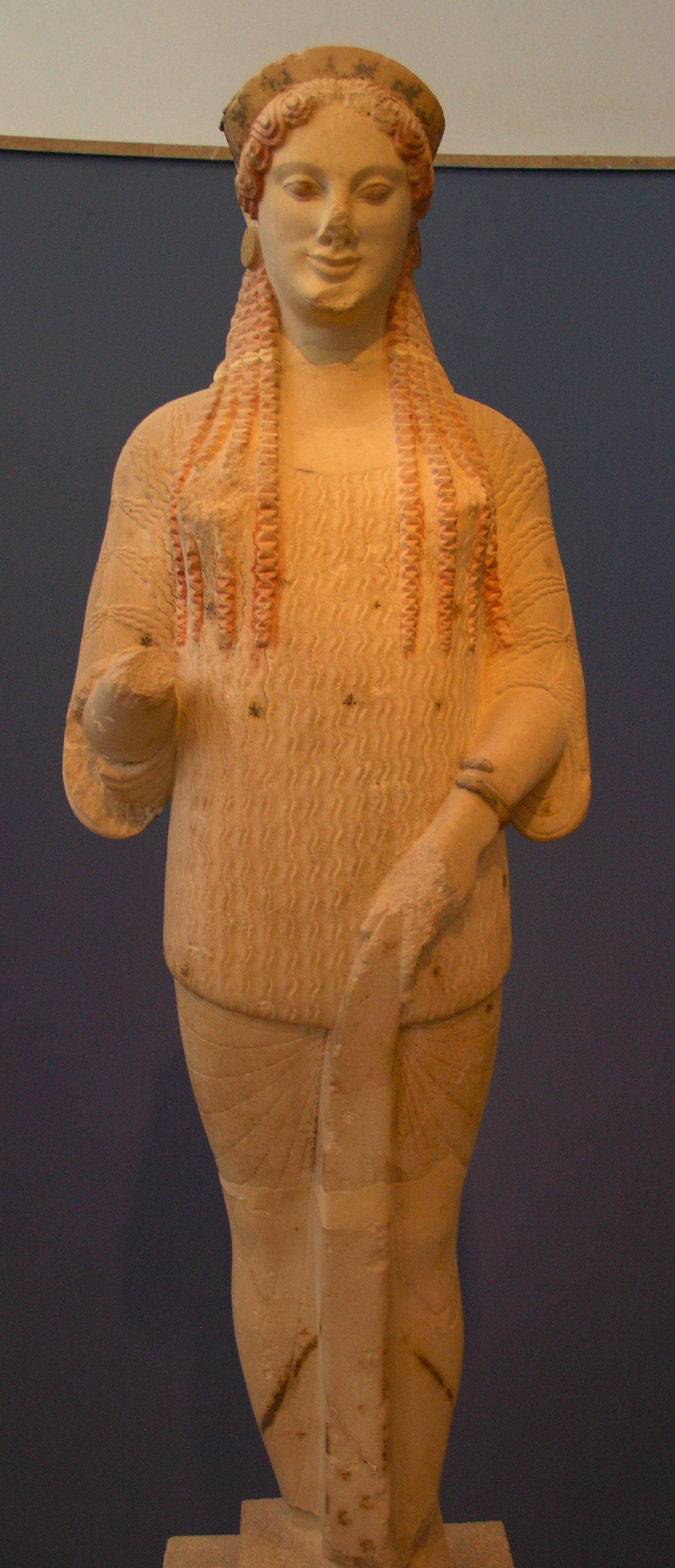
Acr. 670, c.520-500 a. C.

La Acrópolis 670 también tiene una forma inusual, con un vestido inusual en este período. La cabeza Acrópolis 643 es una de las obras maestras de la escultura de la Ática, una de las pocas cabezas femeninas que igualan la cabeza de Rayet y la cabeza de Sabouroff . 
A principios del siglo V a. C., la práctica de ofrecer kores como piezas votivas comenzó a declinar y solo hay unas pocas figuras que pertenecen a este período. La más antigua es la Acrópolis 684, que tiene una estructura imponente y unas vestiduras voluminosas. La individualidad especial de la cabeza recuerda la Acrópolis 674, pero está aún más cerca de la Kore de Eutídico. Debido a su similitud con una cabeza de terracota de Atenea encontrada en Olimpia en 1940, ha sido considerada la obra de un artista del Peloponeso.

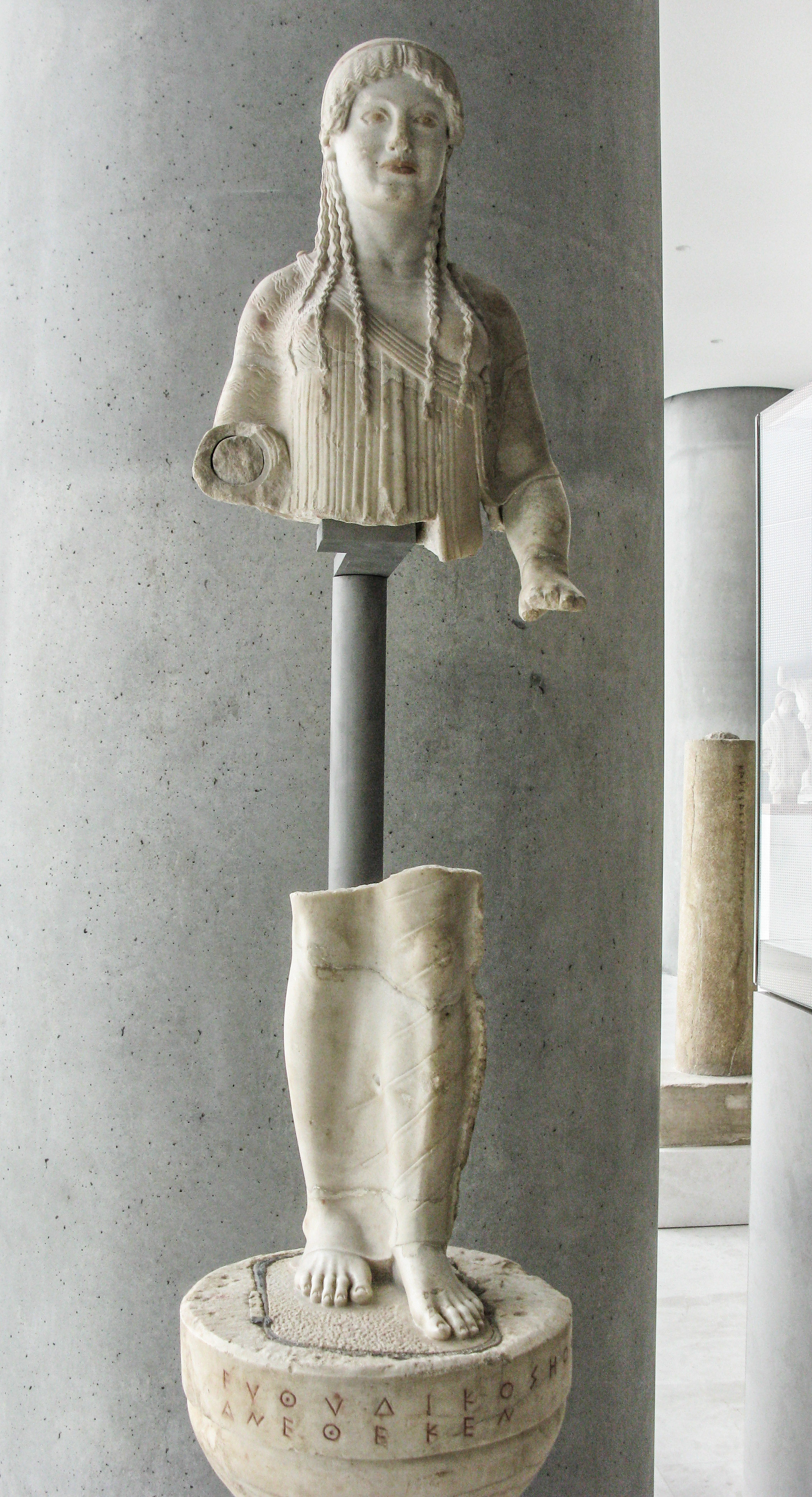
Kore de Eutídico, 490-480 a. C.

La fragmentaria Acrópolis 696 parece pertenecer al mismo autor que el de la Acrópolis 684 y a la kore dedicada por Euthydikos. La cara tiene un aspecto amplio y uniforme, la boca se acerca a la forma adoptada por la kore de Euthydikos y el cabello está tratado con un estilo sencillo. Los escultores del Ática comenzaron a abandonar la compleja decoración de la superficie que se utilizó en el período anterior. Una nueva forma de pensar reemplazó a la antigua con la aparición de diversas corrientes místicas, con lo que la realidad imaginativa ilusoria fue reemplazada por la armonía y la simetría, y muchas de las formas características de este nuevo estilo parecen provenir de los bronces del Peloponeso, al igual que la kore de Euthydikos parece estilísticamente similar al Apolo del frontón del Templo de Zeus en Olimpia.